# Юдея (римська провінція)

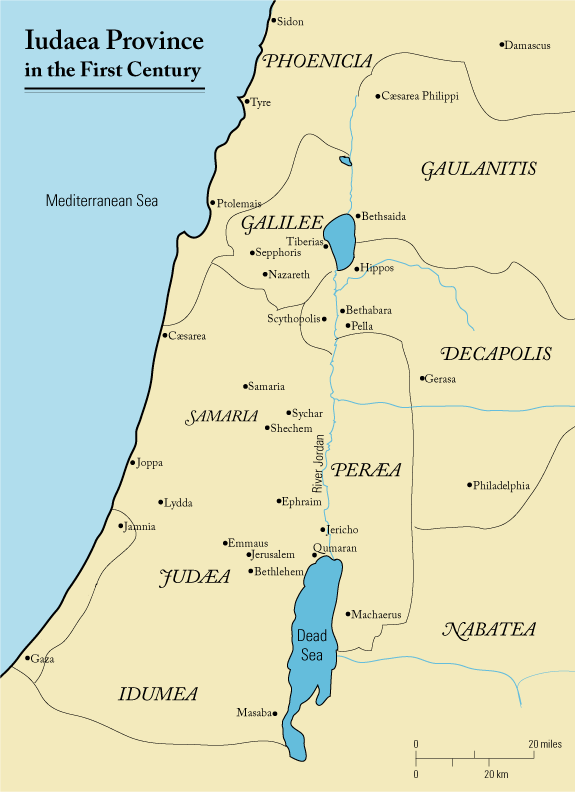
Римська провінція Юдея у I ст.

32°30′ пн. ш. 34°54′ сх. д. / 32.5° пн. ш. 34.9° сх. д.
Юде́я (івр. יהודה, Єгуда; грец. Ιουδαία; лат. Iudaea) — римська провінція, яка охоплювала територію Юдеї, пізніше перейменована в «Палестину». Утворена в 6 році на місці Юдейського царства. Проіснувала до повстання Бар-Кохби і в 135 році була перейменована в Сирію Палестинську. Адміністративним центром провінції була Кесарія, однак значення духовної столиці для місцевого населення довгий час зберігав Єрусалим. Свою назву отримала від місця проживання одного з 12-ти єврейських племен, які прийшли в Ханаан. Етнічний склад: юдеї, греки, самаряни, ідумеї, римляни, галли, набатейці, елінізовані (єгиптяни, філістимляни, фінікійці, сирійці).

## Заснування провінції

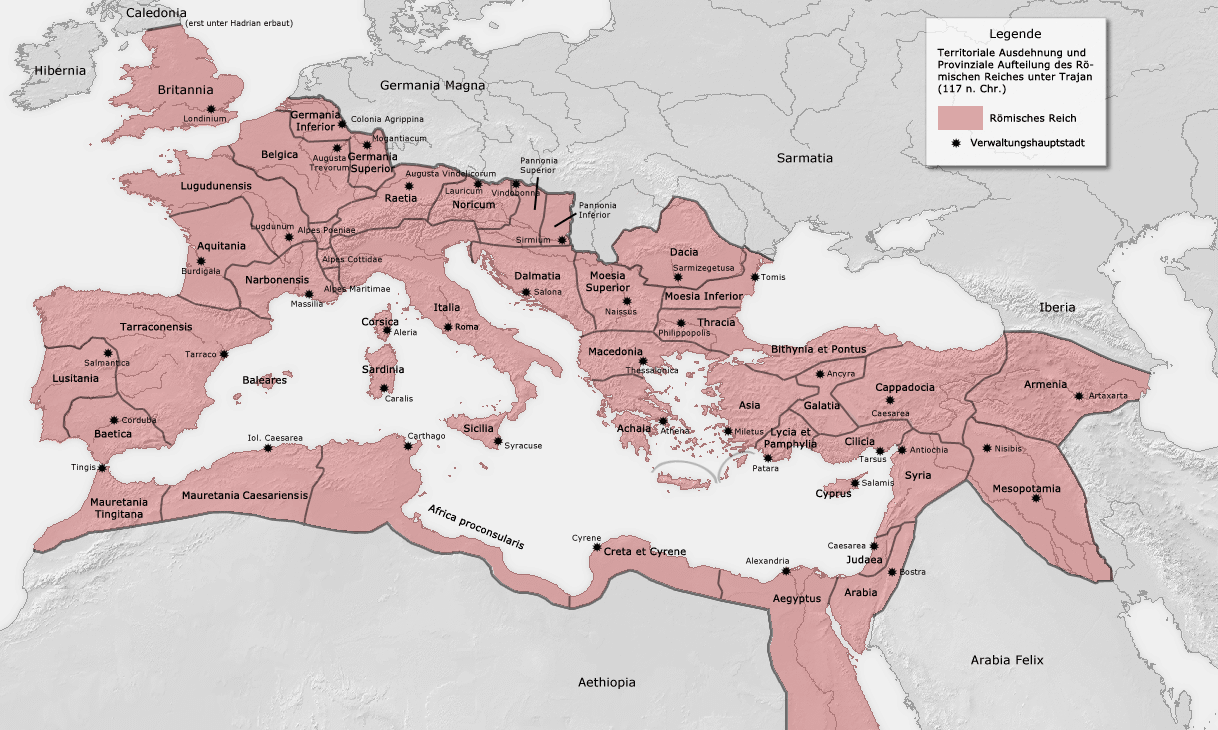
Римські провінції за часів Траяна (117 р. н. е.)

У 63 р. до н. е. римські війська під командуванням Помпея Великого остаточно перемогли Понт і захопили Юдейське царство та Сирію. Помпей передав кермо влади Юдеї Гіркану II, який отримав звання етнарха, що фактично позбавило його царського титулу. У 40 р. до н. е., парфяни завоювали Юдею, первосвящеником був призначений Антигон II (Хасмоней). У цей час Ірод добрався до Риму і зміг переконати тріумвірат зробити його царем Юдеї.
Після смерті Ірода (4 р. до н. е.) царство було розділено між його синами Архелаєм, Іродом Антипою та Іродом Пилипом I.
У 6 р. н. е. Октавіан Август відсторонив Ірода Архелая від правління й створив провінцію Юдею.

## Ісус Христос
27–28 рр. — початок діяльності Івана Хрестителя. За Євангелістом Лукою початок діяльності Івана Хрестителя припадає: 
«У п'ятнадцятий рік панування Тиверія кесаря, коли Понтій Пилат панував над Юдеєю, коли в Галілеї тетрархом був Ірод, а Пилип, його брат, був тетрархом Ітуреї й землі Трахонітської, за тетрарха Лісанія в Авіліні, за первосвящеників Анни й Каяфи було Боже слово в пустині Іванові, сину Захарія (Лк 3:1)»
За свідченнями Йосипа Флавія, Іван вчив людей вести «чистий спосіб життя, бути справедливими один до одного і шанобливими до Предвічного»
30 р. — Розп'яття Ісуса Христа згідно з Біблією.

## Юдейські війни
Напруга між місцевим населенням та імперською адміністрацією росла, поки не вилилася в Першу Юдейську війну, в результаті якої Храм і Єрусалим були повністю зруйновані (залишилася лише Стіна плачу). Юдея втратила залишки автономії, а на руїнах Єрусалима був розбитий табір X легіону. У 117 році імператор Адріан вирішив побудувати на місці Єрусалима римське місто Елію Капітоліну, яке мав би прикрашати храм Юпітера. Одночасно був прийнятий указ про заборону обрізання. Ці заходи і прагнення до перетворення Єрусалима в язичницький центр викликали повстання Бар-Кохби, яке було жорстоко придушене. У 135 році римляни перейменували провінцію Юдея в «Сирію Палестину», щоб стерти пам'ять про єврейську присутність у цих місцях.

## Намісники (префекти) Юдеї
- Копоній 6–9 роки
- Марк Амбібул 9–12 роки
- Анній Руф 12–15 роки
- Валерій Ґрат 15–26 роки
- Понтій Пілат 26–36 роки
- Марцелл 36–41 роки

У 41-44 роки була відновлена царська влада.
- Куспій Фад 44–46 роки
- Тиберій Юлій Александр 46–48 роки
- Вентідій Куман 48–52 роки
- Марк Антоній Фелікс 52–59 роки
- Порцій Фест 59–62 роки
- Лукцей Альбін 62–64 роки
- Гессій Флор 64–66 роки
- Веспасіан 67–69 роки
- Секст Ветулен Церіал (70-71)
- Луцілій Басс (71-72)
- Луцій Флавій Сільва Ноній Басс (до 80)
- Сальвіден (80-85)

## ПервосвященикиЄрусалимського Храму
- Ананія 6–15 роки
- Каяфа 18–36 роки

## Тетрархи Батанеї
- Ірод Филип II тетрарх з 4–34 роки
- Ірод Агріппа I 37–44 роки
- Ірод Халкіський
- Ірод Агріппа II

## ТетрархиГалілеї та Переї
- Ірод Антипа — за його наказом було вбито Іоана Хрестителя
- Ірод Агріппа I
- Ірод Халкіський
- Ірод Агріппа II

## Насі (голова)Синедріону
- Гіллель. Спочатку напарником Хіллела був Менахем (Хаг. 2: 2), а потім Шаммай. Основоположник роду насі Синедріону.
- Шимон бен Гіллель (пом. бл. 30)
- Гамліель ха-Закен. Пізніше визнаний християнським Святим.
- Шимон бен Гамліель (пом. бл. 70)
- Иоханан бен Заккай